# ایران در المپیک زمستانی ۲۰۰۶
ایران در بازی‌های المپیک زمستانی ۲۰۰۶ تنها با دو ورزشکار در دو رشته ورزشی شرکت نمود. در مراسم افتتاحیه بازی‌ها که در تورین ایتالیا برگزار می‌شد هنگام ورود کاروان ایران یکی از آهنگ‌های دیسکوی دهه ۱۹۸۰ به نام فانکی تاون(Funkytown) نواخته شد.

## رشته‌ها و تعداد شرکت‌کنندگان
| رشته           | مردان | زنان | مجموع |
| -------------- | ----- | ---- | ----- |
| اسکی آلپاین    | ۱     | ۰    | ۱     |
| اسکی صحرانوردی | ۱     | ۰    | ۱     |
| مجموع          | ۲     | ۰    | ۲     |

## نتایج

### اسکی

#### آلپاین
مردان
| ورزشکار           | رویداد      | دور ۱   | دور ۲   | مجموع   | رتبه‌بندی |
| ----------------- | ----------- | ------- | ------- | ------- | -------- |
| علیداد ساوه شمشکی | مارپیچ کوچک | ۱:۰۷٫۵۷ | ۱:۰۱٫۹۹ | ۲:۰۱٫۵۶ | ۴۱       |
| علیداد ساوه شمشکی | مارپیچ بزرگ | ۱:۳۲٫۲۷ | ۱:۳۱٫۶۱ | ۳:۰۳٫۸۸ | ۳۶       |

#### صحرانوردی
مردان
| ورزشکار        | رویداد            | زمان    | رتبه |
| -------------- | ----------------- | ------- | ---- |
| مجتبی میرهاشمی | ۱۵ کیلومتر کلاسیک | ۵۲:۲۷٫۰ | ۹۰   |